# IJslandse bandvis
De IJslandse bandvis (Lumpenus lampretaeformis) is een straalvinnige vissensoort uit de familie van stekelruggen (Stichaeidae). De wetenschappelijke naam van de soort is voor het eerst geldig gepubliceerd in 1792 door Walbaum. Deze soort leeft in de koude streken van de Noord-Atlantische Oceaan.

## Beschrijving
De IJslandse bandvis heeft een aalachtig, langwerpig lichaam dat maximaal 50 cm lang is. Vanaf een lengte van 20 cm en een leeftijd van twee jaar zijn de vissen geslachtsrijp. De staartvin is smal en puntig. De rugvin strekt zich uit over bijna de gehele lengte van het lichaam, de anaalvin over 2/3 van de lichaamslengte. De vissen zijn geelbruin van kleur. Het lichaam heeft een patroon met talrijke, onregelmatige bruine vlekken.
IJslandse bandvissen leven in Y-vormige buizen in de modderige zeebodem op diepten tussen 30 en 370 meter, meestal tussen 40 en 100 meter. Ze voeden zich met kleine schaaldieren, weekdieren, slangsterren en wormen. Ze zullen waarschijnlijk ook in hun buizen voortplanten. De vrouwtjes leggen ongeveer 1000 eieren, die worden bewaakt door hun ouders. De uitkomende larven zijn pelagisch. De paaitijd is van december tot januari.

## Verspreiding
Het verspreidingsgebied strekt zich uit van Spitsbergen en de Barentszzee naar het zuiden langs de kust van Scandinavië en de Noordzeekusten. Het wordt ook gevonden aan de zuidkust van Groenland, in de buurt van IJsland, rond de Faeröer en aan de kusten van de Shetlandeilanden en Schotland. Een geïsoleerde populatie in de Oostzee bereikte waarschijnlijk hun leefgebied aan het einde van de ijstijd tijdens een eerste instroom van zoutwater (Yoldiazee). De ondersoort Lumpenus lumpretaeformis serpentinus komt voor in de noordwestelijke Atlantische Oceaan van Labrador en Newfoundland tot Massachusetts.